# Février 1991

## Évènements
- 5 février : instauration au Burundi de la journée de l'unité nationale par le gouvernement de Pierre Buyoya

- 7 février :
  - Première présidence de Jean-Bertrand Aristide en Haïti.
  - L'Irak déclenche l'incendie des puits de pétrole koweïtiens.

- 9 février : les Lituaniens votent à 90 % pour leur indépendance lors d'un référendum.

- 11 février : l'Organisation des nations et des peuples non représentés est fondée à La Haye, aux Pays-Bas.

- 13 février : Guerre du Golfe - Deux « bombes intelligentes »  (smart bombs) détruisent un bunker souterrain à Amiriyah, près de Bagdad, tuant des centaines d'Irakiens (voir l'article anglophone Amiriyah shelter bombing). Les renseignements militaires américains affirment qu'il s'agissait d'installations militaires tandis que les autorités irakiennes identifient les cibles comme étant des abris anti-bombardements[1].

- 23 février : coup d'État militaire en Thaïlande.

- 24 février : début de l'opération Sabre du désert en Irak.

- 28 février : fin de la guerre du Golfe. Le président américain George H. W. Bush déclare le cessez-le-feu et la libération effective du Koweït.

## Naissances
- 7 février : Spencer Elden, mannequin américain, connue principalement pour être le bébé de la Pochette Nevermind de Nirvana.
- 8 février : Will Cherry, basketteur américain.
- 10 février : Emma Roberts, actrice américaine.
- 12 février : Earvin Ngapeth, Joueur de volley-ball franco-camerounais.
- 13 février : Vianney, chanteur français.
- 14 février : 
  - Pauline Ado, surfeuse française.
  - Karol G, chanteuse colombienne.
- 15 février : 
  - Mickaël Facchinetti, footballeur suisse
  - Eddie Larsson, joueur de hockey sur glace suédois
- 16 février :
  - Greggmar Swift, athlète barbadien
  - Paul Bonifacio Parkinson, patineur artistique italo-canadien
  - Pavel Bareisha, athlète biélorusse
  - Flavien Dassonville, coureur cycliste français
  - Saddem Hmissi, joueur de volley-ball tunisien
  - Terrence Boyd, footballeur américain
  - Vincent Sasso, footballeur français
  - Sergio Canales, footballeur espagnol
  - Luis Solignac, footballeur argentin
  - Kalifa Traoré, footballeur malien
- 17 février :
  - Bonnie Wright, actrice britannique.
  - Ed Sheeran, chanteur britannique.
- 18 février : Malese Jow, actrice, auteure-compositrice et chanteuse américaine.
- 20 février : Adam Walker, joueur de rugby britannique († 4 octobre 2022).
- 21 février : Mohamed Lokmane Hadjidj, footballeur algérien.
- 22 février : Mahmoud Sattari, kickboxeur iranien.
- 24 février : 
  - Nicolas Benezet, footballeur français.
  - Melissa Hoskins, coureuse cycliste australienne († 30 décembre 2023).
  - Santa, chanteuse française.
- 26 février : CL (chanteuse) chanteuse sud-coréenne, membre du girl group 2NE1.
- 28 février : Hélène Receveaux, judokate française.

## Décès
- 3 février :
  - Luciano Contreras, matador mexicain (° 3 juin 1903).
  - Nancy Kulp, actrice américaine (° 28 août 1921).
- 5 février : Johnny Eck, acteur américain.
- 8 février : Elisabetta Martinez, religieuse italienne, fondatrice, bienheureuse (° 25 mars 1905).
- 17 février : Medina Gulgun, poétesse azéri (° 17 janvier 1926).
- 26 février : Raoul Chavialle, médecin général inspecteur (° 21 novembre 1897).